# Хозятино
Хозя́тино (рос. Хозятино) — присілок у складі Підосиновського району Кіровської області, Росія. Входить до складу Утмановського сільського поселення.
Населення становить 18 осіб (2010, 28 у 2002).
Національний склад станом на 2002 рік — росіяни 100 %.